# Abyss (Wrestler)
Christopher J. „Chris“ Park (* 4. Oktober 1973 in Washington, D.C.) ist ein ehemaliger US-amerikanischer Wrestler. Bis im Jahr 2019 war er bei Impact Wrestling unter den Namen Abyss und Joseph Park aktiv. Seit 2019 arbeitet er als Producer für WWE.

## Wrestling-Karriere

### Anfänge
Vor seiner Wrestlingkarriere war Park Footballspieler. Von 1989 bis 1993 spielte er College Football als Guard für die Ohio Bobcats. Danach wurde Park von Roger Ruffin zum Wrestler ausgebildet.
Seine Wrestlingkarriere startete Park mit 22 Jahren in der Northern Wrestling Federation (NWF). 2002 kam Park dann zu NWA Wildside, in der er den lokalen Schwergewichts-Titel halten durfte. Dort bildete er mit AJ Styles ein Team. Am 17. Mai 2003 durfte er in der I.W.A. Puerto Rico den IWA World Tag Team-Titel erringen.

### Total Nonstop Action Wrestling (2002–2019)

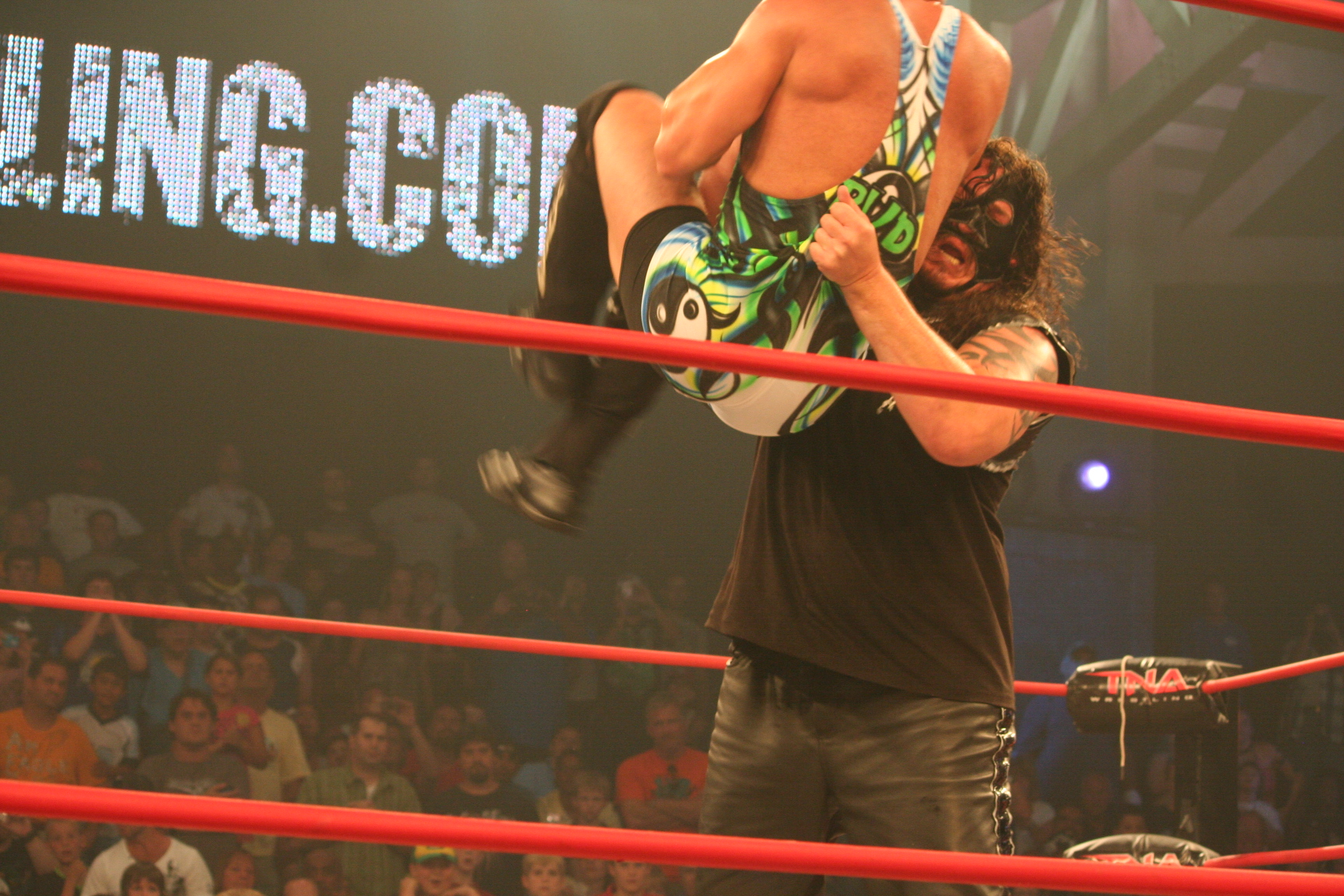
Abyss führt einen Chokeslam an Rob Van Dam aus.

Seit Juni 2003 ist Park bei TNA als „The Monster“ Abyss tätig. Obwohl er dort mit AJ Styles fehdete, durfte er mit Styles 2004 die NWA World Tag Team Championship erhalten.
Nach einigen Fehden durfte Park im November 2007 Sting besiegen und gewann die NWA World Heavyweight Championship. Im Januar 2008 musste er den Titel an Christian Cage verlieren.
Nach einigen Fehdenprogrammen war er eine Zeitlang für das „TNA Creative Committee“ tätig, übte diese Tätigkeit aber nicht lange aus. Bereits am 8. Juni kehrte er beim PPV „Slammiversary“ in das aktuelle Ringgeschehen zurück.
Von Oktober 2010 bis Oktober 2011 gehörte er dem Stable Immortal an, das sein Vorbild in der new World order der ehemaligen WCW hatte und das laut Storyline versuchte die Herrschaft über TNA zu übernehmen. Park durfte bei Genesis am 9. Januar 2011 die TNA Television Championship erringen, verlor diese jedoch durch eine Verletzung am 14. März 2011.
Am 16. Mai 2011 erhielt Park zum ersten Mal die TNA X Division Championship. Der Titelverlust folgte am 10. Juli 2011 bei Destination X an Brian Kendrick.
Ab März 2012 trat Park nicht mehr als Abyss, sondern als dessen Bruder, der Anwalt Mr. Joseph Park, Esq. auf und fehdete zunächst gegen Bully Ray und anschließend gegen die Gruppierung Aces & Eights.
Bei der  Impact Wrestling-Ausgabe vom 9. Mai 2013 kehrte Park wieder als Abyss zurück, um unter anderem an der Seite von Sting und Kurt Angle gegen die Aces and Eights zu fehden. Seitdem tritt Park in beiden Gimmicks auf. Nachdem Park nicht als Joseph Park bei Slammiversary XI um die TNA Television Championship gegen Devon antreten konnte, trat Abyss an seine Stelle und gewann den Titel zum zweiten Mal.
Nachdem Decay von LAX bei einem Streetfight am 27. April 2017 besiegt und danach beerdigt wurde, ist er seit der IW-Show am 18. Mai 2017 wieder als dessen Bruder, der Anwalt Joseph Park präsent.
Am 18. Oktober führte James Mitchell Abyss in die Hall of Fame ein. Am 23. Januar 2019  kam die Impact Wrestling seiner Bitte nach und entließ ihn aus seinem Vertrag.

## Wrestling-Erfolge
Total Nonstop Action Wrestling
- Hall of Fame (Class of 2018)

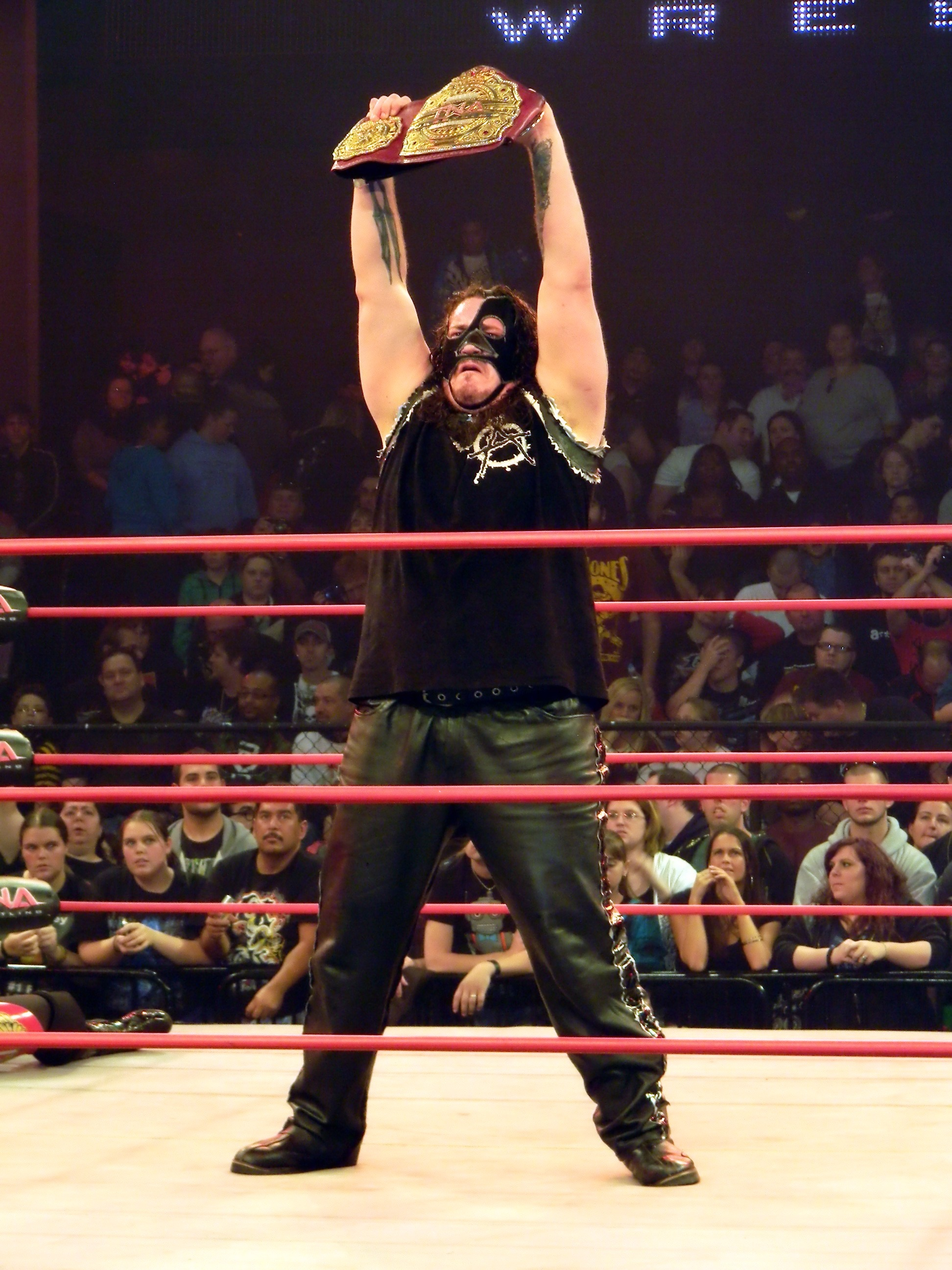
Abyss als TNA Television Champion.

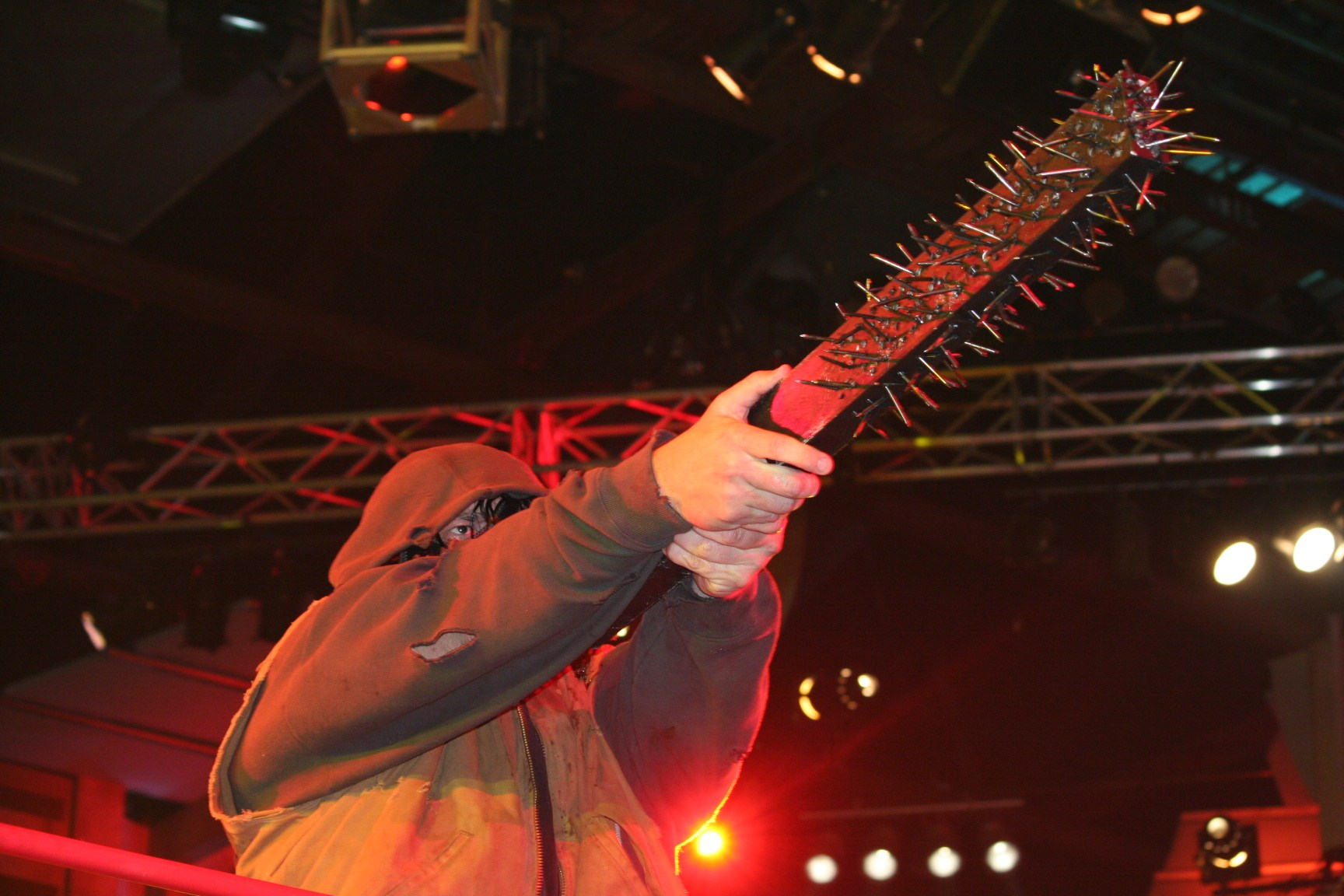
Abyss mit Janice in der Hand.

- NWA World Heavyweight Championship (1×)
- TNA Television Championship (2×)
- TNA X-Division Championship (1×)
- TNA World Tag Team Championship (1× mit James Storm, 1× mit Crazzy Steve)
- NWA World Tag Team Championship (1× mit AJ Styles)
- Grand Slam Champion
- Triple Crown Champion

Ring of Honor
- Trios Tournament (mit Alex Shelley und Jimmy Rave 2006)

Ring Ka King
- RKK Tag Team Championship (1× mit Scott Steiner)

Asistencia Asesoría y Administración
- AAA World Tag Team Championship (1× mit Chessman)

1 Pro Wrestling
- PW World Heavyweight Championship (2×)

Border City Wrestling
- BCW Can-Am Heavyweight Championship (1×)

Buckeye Pro Wrestling
- BPW Heavyweight Championship (1×)

International Wrestling Association (Puerto Rico)
- IWA Intercontinental Heavyweight Championship (1×)
- IWA Hardcore Championship (3×)
- IWA World Tag Team Championship (2× mit Miguel Pérez, 1× mit Glamour Boy Shane)

Mountain Wrestling Association
- MWA Heavyweight Championship (1×)

NWA Cyberspace
- NWA Cyberspace Heavyweight Championship (1×)

NWA Midwest
- NWA Iowa Heavyweight Championship (1×)
- NWA Missouri Heavyweight Championship (1×)

NWA Wildside
- NWA Georgia Heavyweight Championship (1×)

Northern Wrestling Federation
- NWF Heavyweight Championship (1×)

Universal Wrestling Alliance
- UWA Heavyweight Championship (1×)